# 渡部茂己
渡部 茂己（わたなべ しげみ）は、日本の法学者。法学修士。常磐大学国際学部教授。専門は国際法・国際組織法。

## 経歴
常磐大学国際学部教授。国際学部学部長
法政大学社会学部（1990年より）・中央大学法学部（2000年より）・二松学舎大学国際政治経済学部（2002-2009）・筑波大学（2005-2007) ･東京外国語大学 および同大学院(2010-11) ･青山学院大学大学院国際政治経済学研究科(2012年) ･日本大学大学院法務研究科(2012年より) 各兼任講師。
日本国際連合学会（理事）・国際法学会・日本国際政治学会（元評議員）・世界法学会・環境法政策学会・日本平和学会所属。

## 略歴
- 1974年 - 福島工業高等専門学校電気工学科卒業
- 1978年 - 中央大学法学部法律学科卒業
- 1986年 - 日本大学博士課程単位取得満期退学

## 著書
- 『国際機構の機能と組織―新しい世界秩序を構築するために』（国際書院、1994年）ISBN 4906319513
- 『国際機構の機能と組織－新しい世界秩序を構築するために－第2版』（国際書院、1997年） ISBN 4906319769
- 『国際環境法入門 －地球環境と法－』（ミネルヴァ書房、2001年）ISBN 4623034518

### 監修
- 『国際組織』（ポプラ社）ISBN 4591090442

### 編集
- 『国際人権法』（国際書院）ISBN 978-4-87791-194-2
- 『国際法』（弘文堂）ISBN 978-4-335-00211-3